# Heteromeroxylon ruficeps
Heteromeroxylon ruficeps – gatunek chrząszcza z rodziny wachlarzykowatych, gatunek typowy rodzaju Heteromeroxylon.

## Zasięg występowania
Występuje w Malezji. Notowany w okręgu Cameron Highlands w stanie Pahang.